# Itai
Itai, na Bíblia refere-se a pelo menos duas pessoas diferentes, mas que ocupavam um posto similiar. Ambos eram leais ao segundo rei de Israel, Davi.
O primeiro Itai do registro bíblico era um guerreiro geteu, possivelmente da cidade filisteia de Gate. Quando Davi e seus assistentes fugiam de Jerusalém, devido à rebelião de Absalão, 600 geteus, incluindo Itai, os acompanharam. Depois de enumerar suas forças, Davi designou este não-israelita, Itai, junto com Joabe e Abisai, como chefes, cada um deles sobre um terço do exército israelita. A Bíblia destaca a lealdade como principal qualidade deste homem.
Sobre o segundo Itai do registro bíblico não há muita informação apenas que era um dos poderosos de Davi; benjamita e filho de Ribai, de Gibeá.